# Ari Haswari
Ari Haswari er en fiktiv person i tv-serien NCIS, portrætteret af den tyske skuespiller Rudolf Martin. Haswari er en terrorist, der angreb og sårede både Leroy Jethro Gibbs og Gerald Jackson, da han infiltrerede NCIS lighuset i episoden "Bête Noire". NCIS identificerede ham oprindeligt som en undercover Mossad agent i episoden "Reveille", men han var en slyngelstat agent, der arbejdede for Hamas, og han blev senere konstateret som lederen af en al-Qaeda celle i Washington, DC.
Begge hans forældre var læger, Ari's mor, Hosmoya Haswari, var palæstinenser og hans far, Dr. Benjamin Weinstein (faktisk Eli David, men bruger et alias) var israelske. Han gennemgik lægeuddannelse i Skotland på University of Edinburgh Medical School, for at gå undercover inde i Gaza-striben, hvor hans mor blev dræbt under en gengældelsesangreb bombardement af Israel.
Efter mordet på Special Agent Caitlin Todd i episoden "Twilight", og flere yderligere angreb på NCIS medlemmer (herunder Gibbs) i de to delte episoder "Kill Ari (del 1)" og "Kill Ari (del 2)", blev han dræbt af sin halvsøster, Mossad officer Ziva David, som senere bliver tilbudt og accepterer en stilling ved NCIS som Mossad forbindelsesofficer. Det blev afsløret i episoden "Aliyah" ved direktør Vance at Ziva dræbte Ari under ordrer fra deres fader (Mossad direktør Eli David), for at få Gibbs tillid.